# Mirkovce
Mirkovce (in ungherese Mérk) è un comune della Slovacchia facente parte del distretto di Prešov, nella regione omonima.